# 埃宁根
埃宁根是德国巴登-符腾堡州的一个市镇。总面积17.80平方公里，总人口7897人，其中男性3949人，女性3948人（2011年12月31日），人口密度444人/平方公里。